# Piper picobonitoense
Piper picobonitoense är en pepparväxtart som beskrevs av F.G.Coe & Bornst.. Piper picobonitoense ingår i släktet Piper och familjen pepparväxter. Inga underarter finns listade i Catalogue of Life.